# Fichtenwalde
 Fichtenwalde ist ein Ortsteil der Stadt Beelitz im Landkreis Potsdam-Mittelmark in Brandenburg.

## Geographie und Lage
Der Ortsteil liegt südwestlich von Berlin und Potsdam am Autobahndreieck Potsdam. Fichtenwalde befindet sich am Rand des Naturparks Nuthe-Nieplitz. In seiner Umgebung liegt der Beelitzer Sander mit ausgedehnten Kiefernforsten.
Der waldreiche Beelitzer Sander erstreckt sich fächerförmig von Ferch bis zur Niederungskante der Nieplitz. Nur im Bereich von Klaistow, Kanin und Busendorf öffnet sich der Wald zum Kaniner Luch. Der Beelitzer Sander bildet als langgestreckte Sandwelle die topographische Schwelle zum tiefergelegenen Havelland. Der Austausch zwischen der trockenen Luft des sandigen Kiefernwaldes mit der feuchten Luft der angrenzenden Niederungsgebiete hat eine besonders hohe Luftgüte zur Folge.

## Geschichte
Der heutige Brücker Weg am Südrand von Fichtenwalde war Grenze zwischen Kurbrandenburg-Preußen und dem Kurfürstentum Sachsen. Bei der Kreuzung Rummelsborner Weg, Einmündung Fercher Straße befand sich bis 1815 das Vorwerk Rummelsborn als Grenzübergang. Unmittelbar nordöstlich lag die kursächsische Enklave mit den Dörfern Kanin, Busendorf und Klaistow. Es war ein häufig genutzter Fluchtweg preußischer Deserteure, die sich dem berüchtigten Drill entziehen wollten und hier die Freiheit aus dem zwei preußische Meilen entfernten Potsdam suchten. Im Grenzbereich, jetzt Fichtenwalde, früher Klaistower Heide, gab es einen Gasthof, einen Stützpunkt preußischer Husaren, später auch ein paar Häuser für Bauern und Köhler. Bereits 1814 wurde das Vorwerk zum Verkauf angeboten. Nach der Übernahme der „sächsischen Dörfer“ verfiel das Vorwerk.
Um 1900 und danach hieß es aufgrund der schlechten Wohnverhältnisse in den Großstädten „Zurück zur Natur“. Fichtenwalde wurde gegründet im Kreis Zauch-Belzig auf dem Grund und Boden der damals selbstständigen Dorfgemeinde Klaistow mit etwa 80 Einwohnern auf etwa 52,3 Grad nördlicher Breite und 12,8 Grad östlicher Länge. Vom Haltepunkt der Vorortbahn Beelitz-Heilstätten aus entstand fünf Kilometer entfernt auf dem Klaistower Grund durch den Landkauf des Berliner Parzellanten Wilhelm Scherhag die Siedlung Fichtenwalde. Sie liegt rund 23 Kilometer südwestlich von Potsdam in einem der größten zusammenhängenden Waldgebiete Brandenburgs im Landkreis Potsdam-Mittelmark. Schon bald errichteten die Parzellanten Gartenlauben und Wochenendhäuser. Bewusst wurden die Grundstücke großzügig bemessen und verteilt angelegt. Alte Straßennamen verraten, das das Angebot sich vornehmlich an Käufer aus dem Südwesten Berlins richtete. Die hatten auch eine gute Verkehrsanbindung. Die meisten Grundstücke dienten als Nutzgärten. Zur Wasserversorgung gab es in der Nähe Schwengelpumpen, eine Stromversorgung fehlte in den Anfangsjahren. Es gab jedoch gut verteilt einfache Gaststätten mit Kleinverkauf zur Grundversorgung.

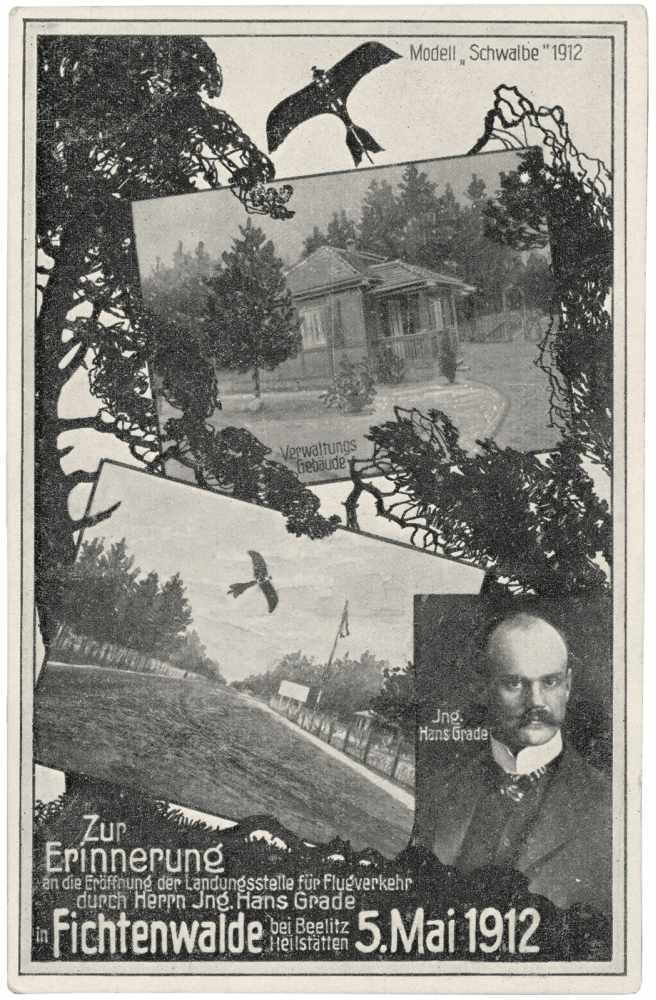
Erinnerungspostkarte an die Eröffnung der Landungsstelle für Flugverkehr durch Hans Grade in Fichtenwalde bei Beelitz-Heilstätten am 5. Mai 1912

Um die Entwicklung der Siedlung voranzutreiben, gründete sich im Jahr 1909 der Grundbesitzerverein Fichtenwalde (offizielle Eintragung ins Vereinsregister: 1911). 1912 errichtete man eine Landestelle für zivilen Flugverkehr, die später wieder aufgegeben wurde. Auch die Flugpioniere Hans Grade aus Bork und Carl Jung aus Beelitz landeten hier. 1929 eröffnete die erste Schule in Fichtenwalde, zwei Jahre später wurde das Wasserwerk eingeweiht. 1932 begann die Elektrifizierung.
Hilfreich für die Aufbringung von Kosten für den Straßenbau war die Errichtung einer Straßenbaukasse für die Parzellenbesitzer ab Mai 1935. Schon 1938 gab es Bestrebungen der damaligen Regierung, Fichtenwalde als selbstständige Gemeinde zu benennen. Durch den Zweiten Weltkrieg wurden diese vorgesehenen Veränderungen aber nicht mehr verwirklicht. So bestand bis April 1945 die Gemeinde Klaistow mit dem Wohnplatz Fichtenwalde.
Im Jahr 1945 hatte Fichtenwalde ungefähr 1400 bodenständige Einwohner, durch Kriegsflüchtlinge und Ausgebombte wurden es dann etwa 2500, darunter rund 200 Schulkinder. Das Dorf Klaistow hatte 150 Einwohner. Nach Einzug der Roten Armee 1945 trennten sich die beiden Orte verwaltungsmäßig ohne gesetzliche Grundlage und setzten kommissarisch Ortsteilälteste und Gemeinderäte ein. Der Bürgermeister von Beelitz war die oberste Verwaltungsbehörde der Gemeinden. Eine Grenzziehung zwischen Klaistow und Fichtenwalde fand nicht statt. Um diese gesetzlosen Zustände – nicht nur in Fichtenwalde – zu beheben, erging seitens der Regierung die Anweisung, Anträge auf Neu- oder Umgemeindungen zu stellen und die nach dem Krieg geschaffenen Tatsachen zu begründen. Der Rat der Gemeinde Fichtenwalde stellte den Antrag auf Neubildung der Gemeinde am 7. Dezember 1948 zur Vorlage beim Kreistag. Mit dem vom Landtag des Landes Brandenburg am 28. April 1950 erlassenen (und am 6. Mai 1950 mit seiner Veröffentlichung in Kraft getretenen) Gesetz über die Änderung zur Verbesserung der Kreis- und Gemeindegrenzen vom 26. April 1950 wurden die Gemeinden Kanin, Klaistow, Busendorf zur Gemeinde Busendorf zusammengeschlossen, während Fichtenwalde als selbstständige Gemeinde ausgewiesen wurde. Das Katasteramt Brandenburg erstellte 1950 eine neue Flurkarte für den Gemeindebezirk Fichtenwalde.
Im Mai 1952 hatte der DDR-Ministerrat beschlossen, die Grenze der DDR zur Bundesrepublik Deutschland und zu West-Berlin abzuriegeln. Nur innerhalb Berlins gab es bis zum 13. August 1961 noch Bewegungsfreiheit. Den meist aus West-Berlin stammenden Besitzern wurde die Anreise zu ihren Grundstücken anfangs nur mit Passierschein genehmigt, später gänzlich verweigert. Die Verpflichtung, öffentliche Abgaben zu leisten (Grundsteuer, Straßenbaukasse), blieb jedoch bestehen. Viele Parzellen kamen unter kommunale Verwaltung und wurden später ohne Zustimmung der Eigentümer zur Pacht oder gar zum Kauf angeboten. Bei der Vergabe wurden vorzugsweise Bewerber aus dem Chemiedreieck berücksichtigt.
Nach der politischen Wende hat sich der Ort stark entwickelt. So entstand westlich der Berliner Straße (jetzt: Berliner Allee) und südlich der Kaniner Straße ein Neubaugebiet mit etwa 400 Wohnungseinheiten. Durch die Entwicklung eines neuen Ortszentrums im ehemaligen Kiefernwald mit etwa 400 neuen Einfamilienhäusern veränderte sich der Ort nach der deutschen Wiedervereinigung grundlegend. In der Ortsmitte befinden sich die Schule, Kindereinrichtungen, Einkaufsmöglichkeiten, Arzt-, Zahnarzt- und Tierarztpraxen, Friseur, Handwerk, Gewerbe und vieles mehr. Die Fichtenwalder Kapelle von 1934 wurde durch einen Anbau erweitert. Feste und kulturelle Angebote sind beispielsweise das jährliche Sommerfest „Viva la Fiwa“ und der traditionelle Zapfenmarkt im Dezember.
In den 1990er Jahren gab es Bestrebungen, Fichtenwalde mit den nahegelegenen Orten Borkwalde und Borkheide zu einer großen Waldgemeinde zusammenzuschließen. 2002 wurde die Gemeinde Fichtenwalde ein Ortsteil der Stadt Beelitz. Sie ist damit der jüngste und nach dem Ortsteil Beelitz der zweitgrößte Ortsteil der Stadt. Am 31. Dezember 2012 hatte Fichtenwalde 2714 Einwohner.

## Wappen
Das Wappen von Fichtenwalde zeigt eine bewurzelte grüne Fichte mit schwarzem Stamm, die von roten Flanken begleitet wird. Die Farbfolge des Wappenschildes und die Darstellungsweise des Baumes knüpfen an die Gestaltung einer noch erhaltenen historischen Tischflagge aus den Anfangsjahren der 1905 entstandenen Gemeinde an.
Die Gemeindeflagge ist weiß mit zwei aufgelegten schmalen grünen Streifen und trägt mittig das Gemeindewappen.

## Bemerkenswertes

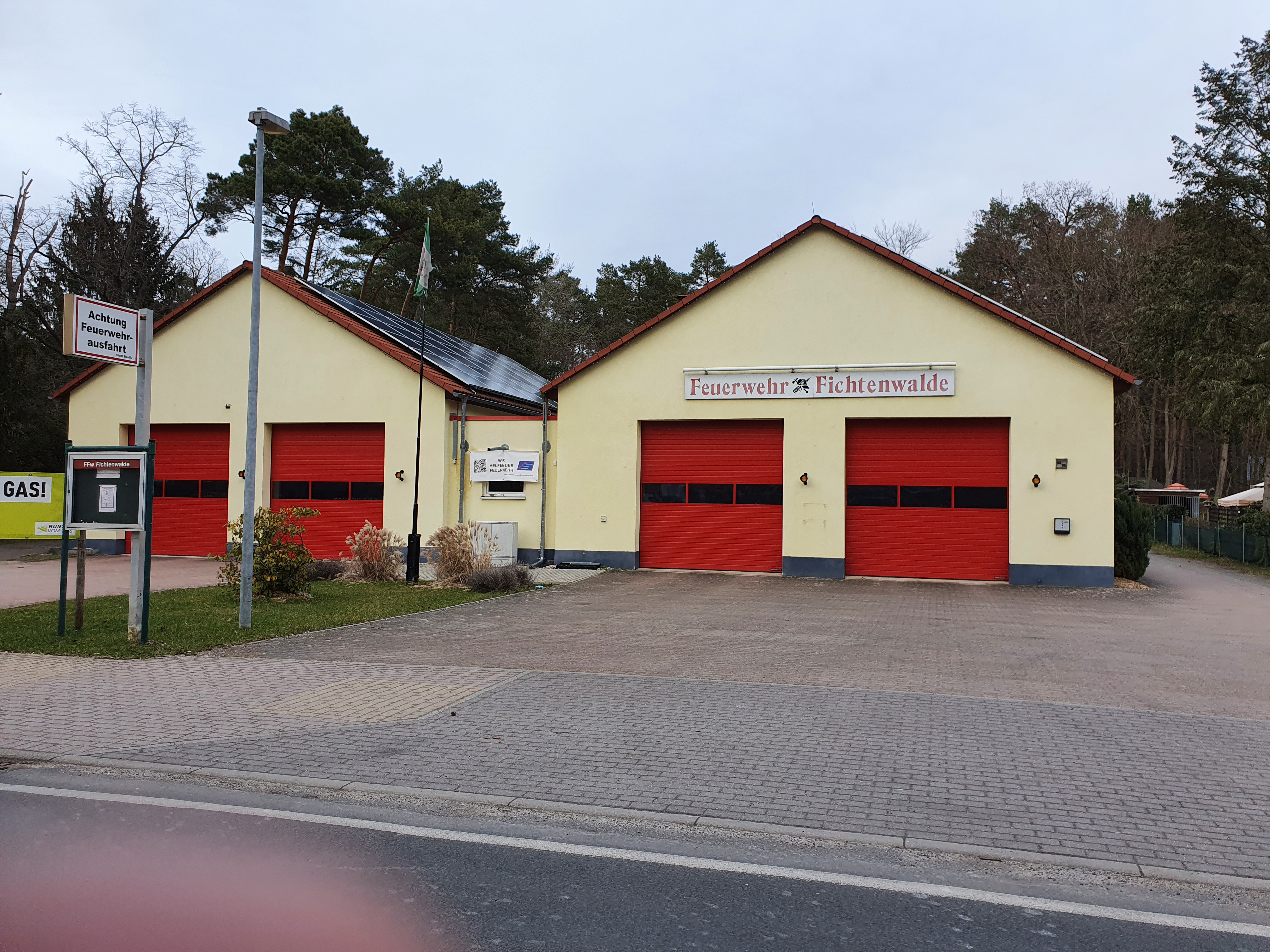
Gebäude der Freiwilligen Feuerwehr

- Im Jahr 2003 wurde die Datschen-Szene in dem Film Good Bye, Lenin! hier gedreht.
- 2006 und 2007 war Fichtenwalde Sitz des 2007 aufgelösten Frauen-Radprofi-Teams „Getränke Hoffmann“.[6]
- Am 23. Oktober 2006 sprangen Fallschirmjäger zu früh aus dem Flugzeug und landeten im Wald nahe dem Altbaugebiet des Ortes. Sie wollten eigentlich auf dem naheliegenden Truppenübungsplatz zwischen Borkwalde und Lehnin ein Manöver abhalten.
- 6. April 1991: Ermordung einer 66-jährigen Frau durch den Serienmörder Wolfgang Schmidt, neuer Name nach seiner personenstandsrechtlichen Geschlechtszuordnung Beate Schmidt. Dies war Schmidts sechster und letzter Mord. Im August desselben Jahres wurde er verhaftet.
- 26.–28. Juli 2018: Ein Waldbrand am östlichen Ortsrand im Grenzbereich zur Gemeinde Schwielowsee zwischen Europaradweg R1 und der Autobahn A 9 bedrohte zeitweilig den Ort, eine Evakuierung wurde erwogen. Durch den Großeinsatz von über 200 Hilfskräften aus dem Land Brandenburg konnte jedoch ein Übergreifen auf den Ort verhindert werden. Zur Löschwasserversorgung wurden anfangs verschiedene Tankfahrzeuge eingesetzt, bis die rund vier Kilometer langen Leitungen zu den Saugstellen am Spargelhof Klaistow und am Schwielowsee verlegt waren. Die Evakuierung war vorsorglich vorbereitet worden und die Autobahnen A 9 und A 10 waren im Bereich um das Dreieck Potsdam für fast drei Tage gesperrt. Erschwert wurde der Einsatz durch vereinzelt explodierende Kampfmittelreste im brennenden Kiefernwald, was den Einsatz von Löschpanzern erforderlich machte. Zudem bekam die Ferngasleitung am Rand des Brandfeldes ein Leck, das allerdings kurz danach repariert werden konnte.

## Verkehrsanbindungen
- Der nächste Eisenbahnanschluss ist der rund drei Kilometer entfernte Haltepunkt Beelitz-Heilstätten des RE 7 (Dessau – Bad Belzig – Berlin – Senftenberg).
- Vom rund sieben Kilometer entfernten Bahnhof Beelitz Stadt verkehren die Regionalbahnlinien RB 33 (Potsdam – Jüterbog) und RB 37 (nach Berlin-Wannsee).
- Der öffentliche Personennahverkehr wird unter anderem durch den PlusBus des Verkehrsverbund Berlin-Brandenburg erbracht. Folgende Verbindungen führen, betrieben von der Regiobus Potsdam-Mittelmark, durch Fichtenwalde:

Linie 641: Beelitz – Beelitz-Heilstätten – Fichtenwalde – Klaistow – Glindow – Werder
Linie 645: Beelitz – Beelitz-Heilstätten – Fichtenwalde – Klaistow – Lehnin – Brandenburg
- Über die Bundesautobahn 9 ist Fichtenwalde mit der Anschlussstelle Beelitz-Heilstätten/Fichtenwalde, in unmittelbarer Nähe des Berliner Rings (Autobahndreieck Potsdam) A 10/A 9, an das Autobahnnetz angeschlossen.
- An Fichtenwalde führt der Europaradweg R1 vorbei.